# Reuß-Köstritz

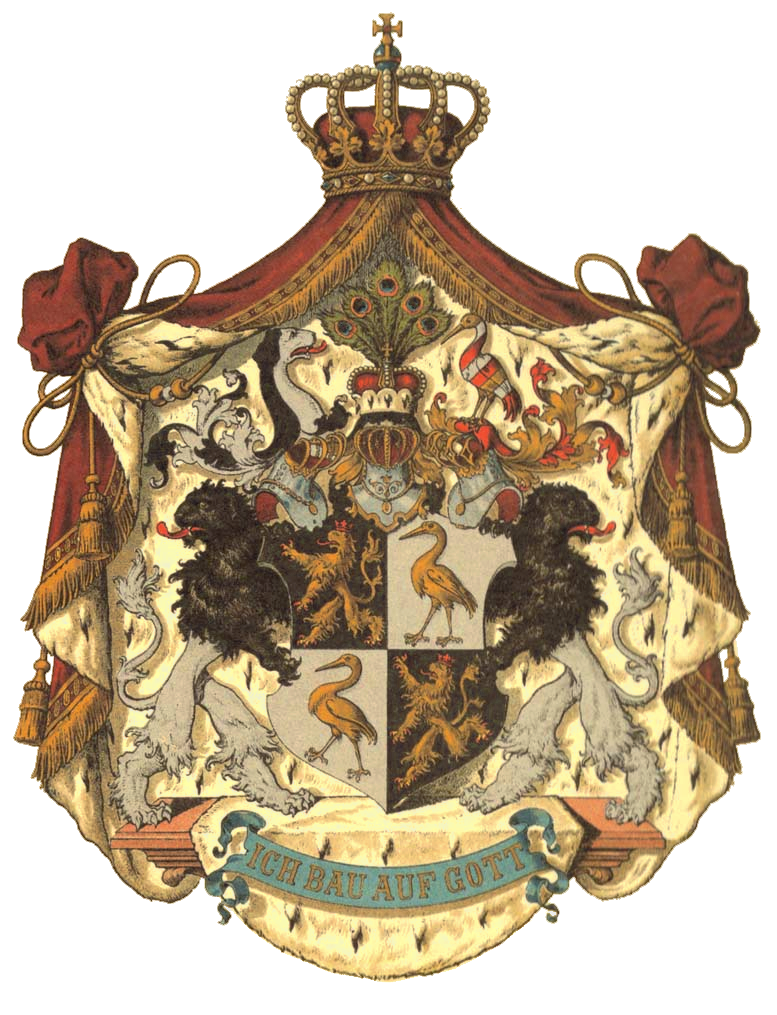
Wappen aller fürstlichen Linien des Hauses Reuß jüngerer Linie

Reuß-Köstritz ist der Name eines Paragiums des Hauses Reuß, das von 1692 bis 1918 bestand und dessen Mittelpunkt und Stammsitz das Schloss Köstritz war. Der Einfachheit halber werden auch die Inhaber und ihre Familienangehörigen, die so genannte Paragiatslinie der Grafen und Fürsten Reuß zu Köstritz aus dem Haus Reuß, so benannt.
Diese apanagierte Seitenlinie entstammt dem Hauptzweig Reuß jüngere Linie des Fürstenhauses, weshalb teilweise die allgemeine Bezeichnung Reuß jüngere Linie auch für ihre Mitglieder anzutreffen ist. Mit dem Paragium verbunden war eine Virilstimme im Landtag Reuß jüngerer Linie. Die Köstritzer Linie war so zahlreich, dass sie selbst wiederum in verschiedene Zweige unterteilt wurde. Die gräfliche, später fürstliche Linie Reuß-Köstritz brachte etliche Männer hervor, die hohe Staatsämter bekleideten oder beim Militär hohe Chargen bis hin zum General der Infanterie und Generalleutnant erzielten. Die Töchter des Köstritzer Zweiges galten, wie die der beiden regierenden Hauptlinien, als ebenbürtige Heiratskandidatinnen regierender Häuser und stellten unter anderem eine Großherzogin von Mecklenburg-Schwerin und eine Königin von Bulgarien.
Nachdem 1927 Reuß ältere Linie im Mannesstamm erloschen war und neben Reuß jüngere Linie, der letzten Hauptlinie, außer Reuß-Köstritz keine weitere Nebenlinie mehr existierte, wurde festgelegt: durch Beschluss des Familienrates vom 5. Juni 1930 fällt der Zusatz „J.L.“ im Hausnamen Reuß in Zukunft fort. Die Angehörigen führen seitdem den Namen Prinz bzw. Prinzessin Reuß. Der Hauschef führte als einziger familienintern die Titulatur Fürst Reuß zu Köstritz, gegenwärtig Fürst Reuß. Seit dem Tod Heinrich XLV. Reuß jüngere Linie, mit dem die Hauptlinie erlosch, ist Graf Heinrich XXIV. Reuß zu Köstritz der Stammvater aller noch lebenden Reußen. Die Ordnungszahlen haben bei allen Mitgliedern dieses großen Familienverbandes nur den Zweck der Unterscheidung und keine Bedeutung hinsichtlich der Erbfolge, wie sonst in Herrscherkreisen üblich (siehe dazu: Zählung der Reußen).

## Geschichte
Heinrich I. Reuß zu Schleiz (* 1639; † 1692), seit 1673 Graf, führte 1679 das Primogeniturrecht ein. Während sein älterer Sohn als regierender Graf zu Schleiz folgte, richtete er für den jüngeren Sohn aus seiner dritten Ehe das Paragium Reuß-Köstritz ein, eine Sonderherrschaft ohne Landeshoheit. Sie bestand aus den von Heinrich I. erkauften Lehngütern Köstritz, Steinbrücken, Hohenleuben, Reichenfels, Niederböhmersdorf, Weißendorf, Göttendorf, Triebes und Langenwetzendorf mit allen Einkünften und Rechten, ausgenommen der Landeshoheit, welche bei Schleiz blieb. Dieser Sohn, Graf Heinrich XXIV. Reuß zu Köstritz (* 1681; † 1748), wurde so zum Stifter der Nebenlinie Reuß-Köstritz und Inhaber des Paragiums (1692–1748). Von seinen acht Söhnen aus der Ehe mit Freiin Eleonore von Promnitz-Dittersbach (* 1688; † 1776), (Erb-)Tochter von Freiherr Hans Christoph von Promnitz-Dittersbach, überlebten ihn drei, die verschiedene Zweige des Köstritzer Astes begründeten.
Sein Sohn Heinrich VI. (* 1707; † 1783) war der Begründer des älteren Zweiges. Dessen Sohn Heinrich XLIII. (* 1752; † 1814) wurde am 9. April 1806 durch Kaiser Franz II. in den Reichsfürstenstand erhoben, mit dem Titel Hochgeboren, Jüngerer Linie Fürst Reuß zu Köstritz, Graf und Herr von Plauen, Herr zu Greiz, Kranichfeld, Gera, Schleiz und Lobenstein. Drei Mitglieder dieses Zweiges waren als Fürsten Reuß zu Köstritz Paragiatsinhaber bis zum Jahr 1878, in dem dieser Zweig erlosch. Neben dem Köstritzer Paragium besaßen sie Güter in Holstein (darunter Warleberg, Quarnbek und Rathmannsdorf), die Herrschaft Drehna nebst Vetschau im Spreewald sowie aus dem Erbe der Grafen Sinzendorf die Herrschaften Ernstbrunn und Hagenberg in Niederösterreich.
Der Sohn Heinrich IX. (* 1711; † 1780) des Stifters wurde der Begründer des mittleren Zweiges. Er erbte die Güter seiner Mutter in Schlesien und war als königlich preußischer Oberhofmarschall und Generalpostmeister einer der engsten persönlichen Berater König Friedrichs des Großen. Sein Sohn Heinrich XLIV. (* 1753; † 1832) erlangte am 6. Oktober 1817 die fürstliche Würde als Prinz Reuß zu Köstritz. Dessen Tochter Auguste (* 1794; † 1855) war durch ihre Heirat mit Heinrich von Anhalt-Köthen die letzte Herzogin von Anhalt-Köthen. Ihre Brüder Heinrich LXIII. (* 1786; † 1841) und Heinrich LXXIV. (* 1798; † 1886) begründeten zwei neue Linien des mittleren Zweiges. Von den Kindern Heinrichs LXIII. wurde seine Tochter Auguste (* 1822; † 1862) durch ihre Heirat mit Friedrich Franz II. Großherzogin von Mecklenburg-Schwerin und sein Sohn Heinrich IV. (* 1821; † 1894), nach dem Aussterben des älteren Zweiges im Jahr 1878, Fürst Reuß zu Köstritz und Inhaber des Paragiums Köstritz. Dessen Tochter Eleonore (* 1860; † 1917) wurde 1908 an der Seite von Ferdinand I. Königin (Zariza) von Bulgarien. Ihr Bruder Heinrich XXIV. (* 1855; † 1910), ein begabter Komponist, der sechs Symphonien hinterließ, nahm in Ernstbrunn in Niederösterreich seinen Wohnsitz. Mit seinem Sohn Heinrich XXXIX. (* 1891; † 1946) endete die Herrschaft der Reußen in Bad Köstritz durch die Enteignung im Zuge der Bodenreform. Die österreichischen Besitzungen kamen erst unter sowjetische, dann unter amerikanische Verwaltung. Sein Sohn Heinrich IV. (* 1919; † 2012), Chef des Hauses (1946–2012), erhielt 1955 nach dem Staatsvertrag die österreichischen Besitzungen zurück, und ließ ab 1957 Schloss Ernstbrunn zum Wohnsitz ausbauen. Die baufällige einstige Residenz Schloss Köstritz wurde etappenweise zwischen 1969 (Westflügel) und 1972 (Hauptflügel) abgerissen. An die einst prachtvolle Vierflügelanlage des Köstritzer Schlosses erinnern nur noch das Torhaus und der Schlosspark, das Renaissance-Schloss Hohenleuben wurde erst 1986 komplett abgerissen. Weitere Besitzungen der ersten Linie des mittleren Zweiges waren Primkenau, Burkersdorf, Dittersbach, Trebschen, Radewitsch, Padligar, Ostritz, Giersdorf und Stonsdorf bei Hirschberg in Schlesien, Burkersdorf, Rugiswalde, Schönbach, Jänkendorf, Caana und Klipphausen in Sachsen, Harthe, Ober- und Nieder-Klemzig in der Provinz Brandenburg und Tirschtiegel (seit 1816).
Besitzungen der zweiten Linie des mittleren Zweiges waren Jänkendorf (seit 1832/35), Neuhoff, Groß-Krauscha und Wiesenburg in der Mark.
Graf Heinrich XXIII. (* 1722; † 1787), der jüngste Sohn des Stifters von Reuß-Köstritz, wurde zum Begründer des jüngeren Zweiges. Dessen Enkel, Graf Heinrich II. (* 1803; † 1852), nahm am 30. Juni 1851 die fürstliche Würde als Prinz an. Nach der 1806 erfolgten ersten Fürstenstandserhebung für den älteren Zweig, dem 1817 die Annahme der fürstlichen Würde des mittleren Zweiges folgte, hatte bis 1855 die gesamte Linie Reuß-Köstritz fürstlichen Stand erreicht. Die Nachgeborenen führten den Titel Prinz bzw. Prinzessin Reuß zu Köstritz und das Prädikat Erlaucht. Durch Allerhöchste Kabinettsordre vom 2. April 1886 wurde den Prinzen Reuß von der Köstritzer Paragiats-Linie der Rang nachgeborener Prinzen eines fürstlichen souveränen Hauses am kaiserlichen Hofe eingeräumt. Sie rangierten an letzter Stelle der souveränen Häuser jedoch vor den mediatisierten Häusern.

## Schlösser, die sich im Besitz der Linie Reuß-Köstritz befanden (Auswahl)

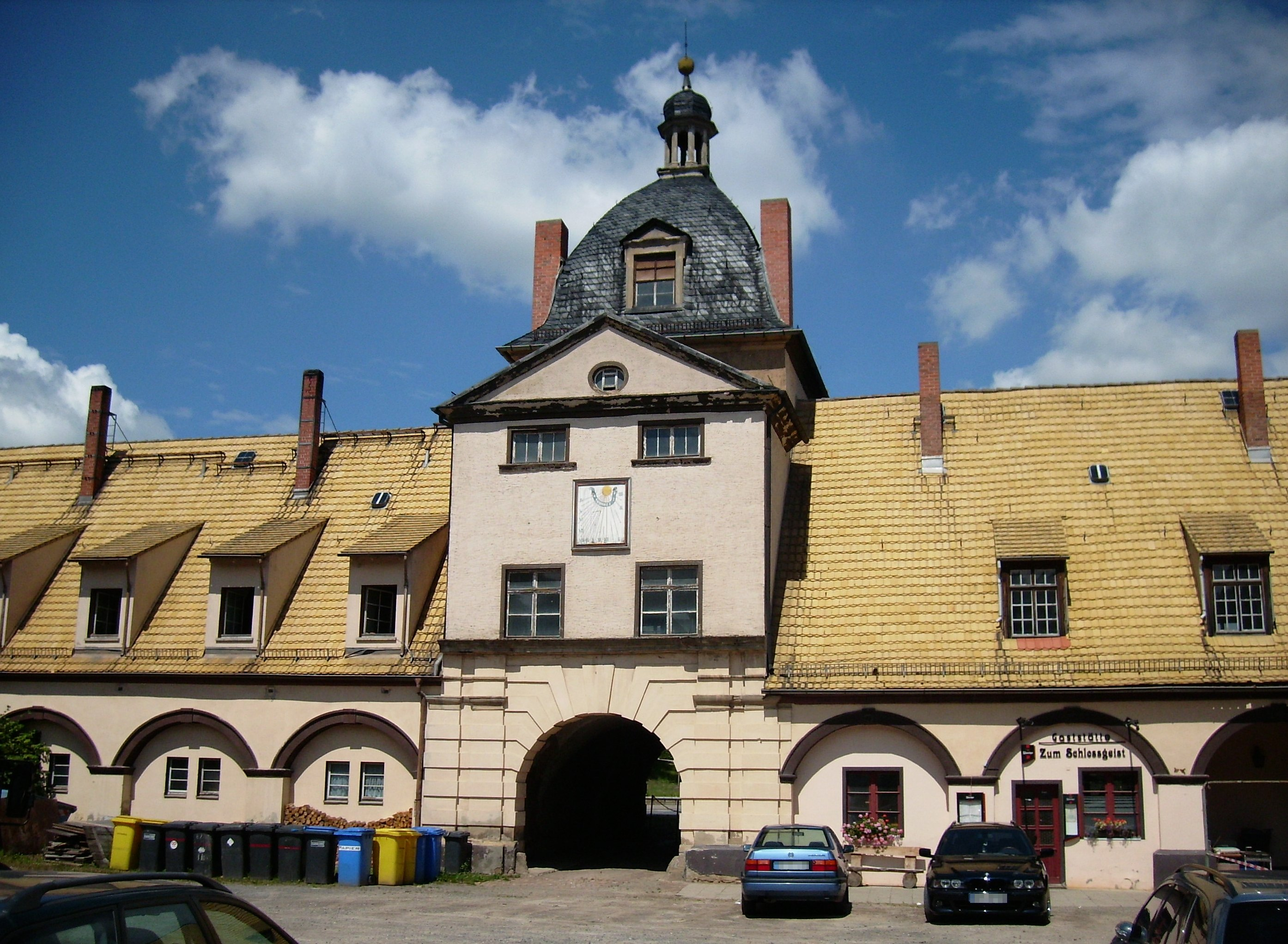
Schloss Köstritz (Torbau)
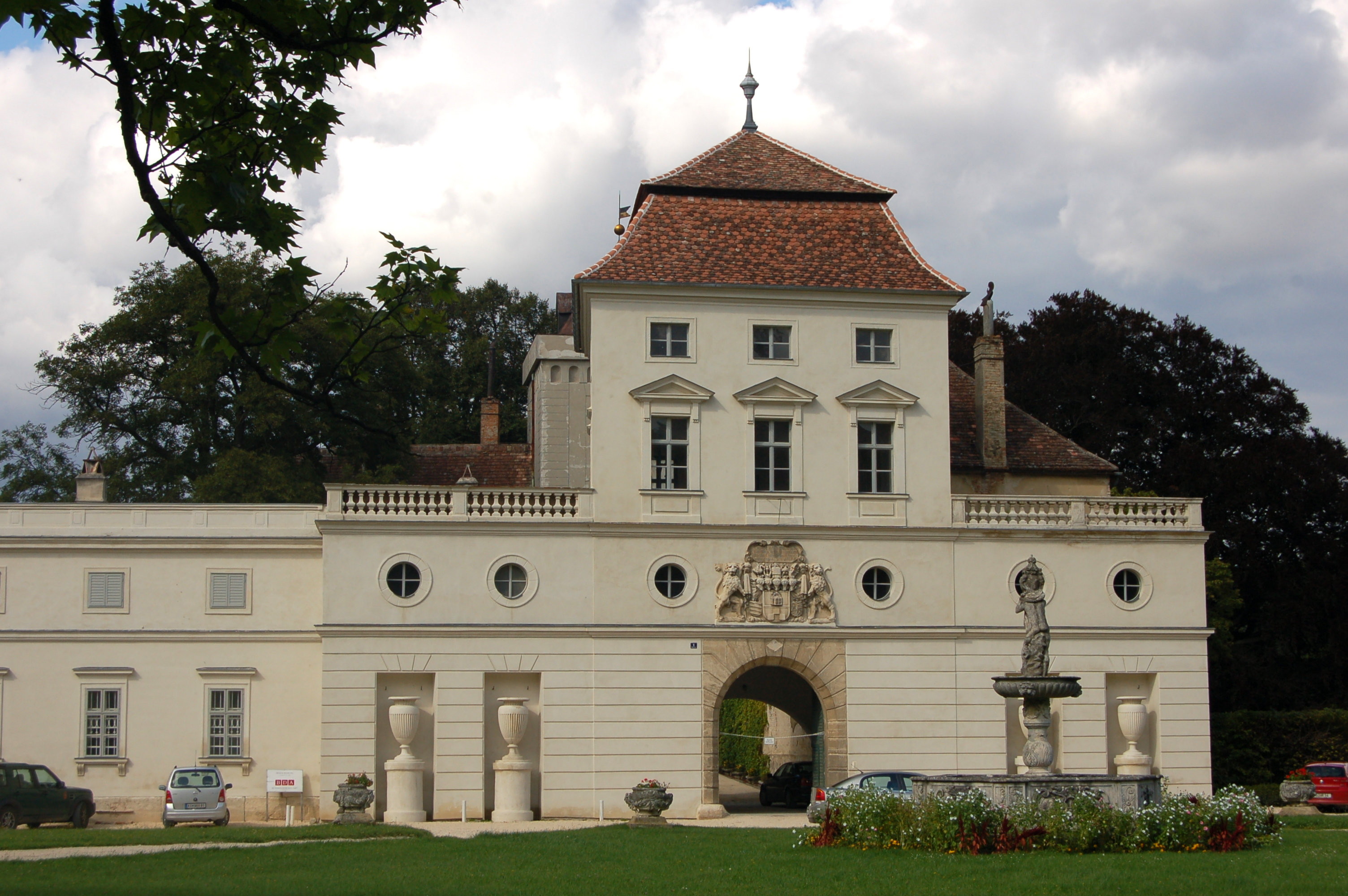
Schloss Ernstbrunn, Niederösterreich (heutiger Familiensitz)
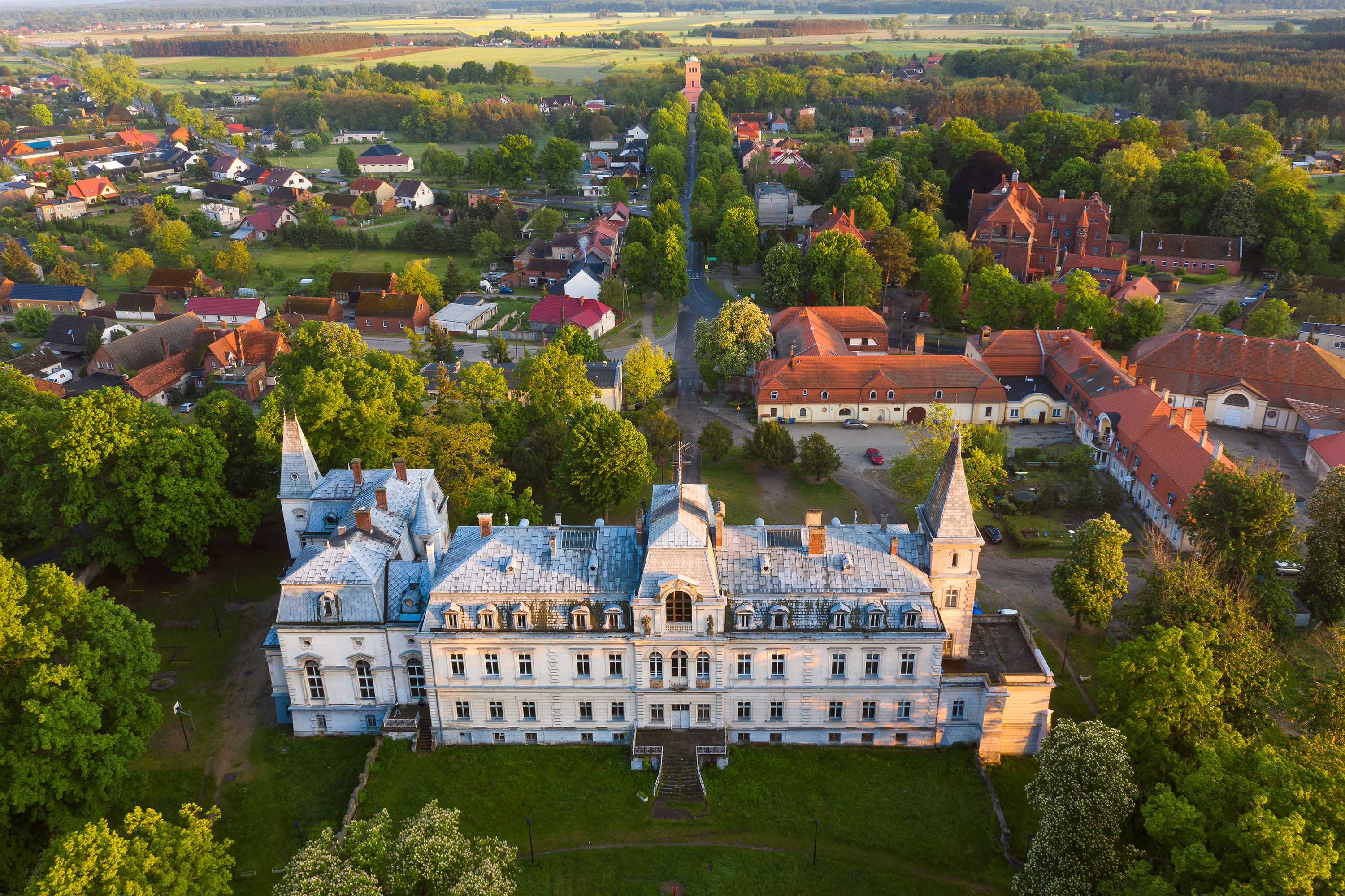
Schloss Trebschen, Lebus (Polen)
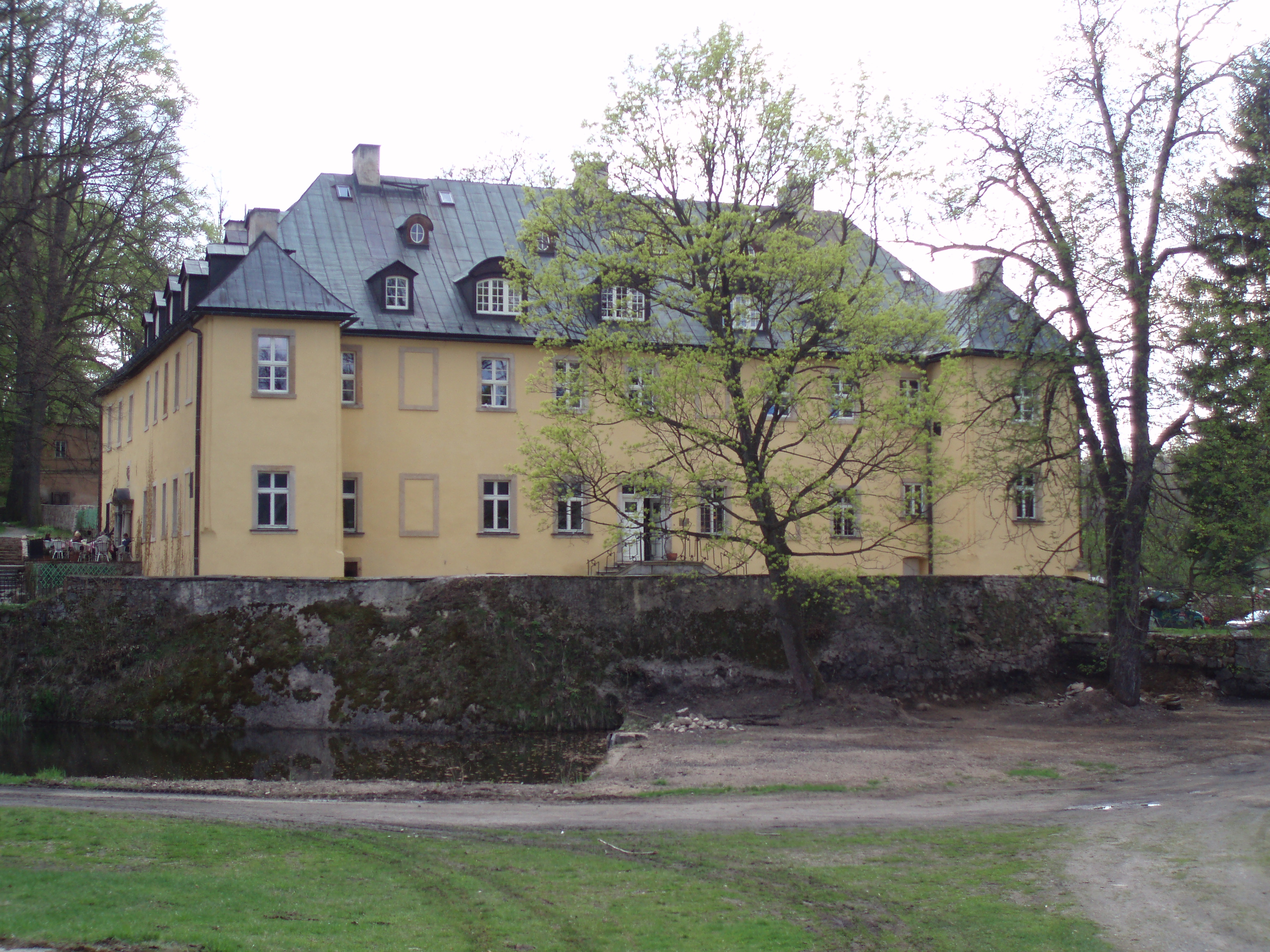
Schloss Stonsdorf in Stonsdorf, Niederschlesien
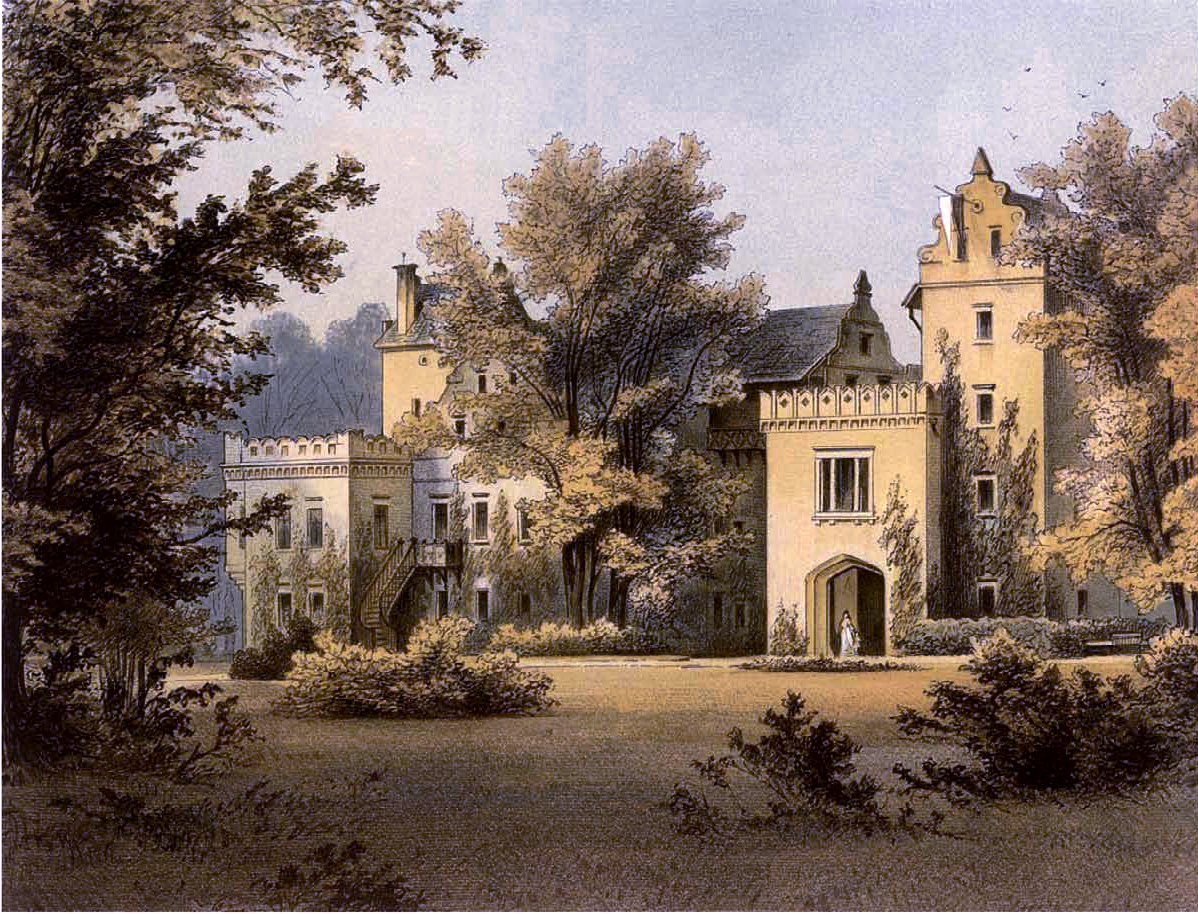
Schloss Neuhoff, Niederschlesien
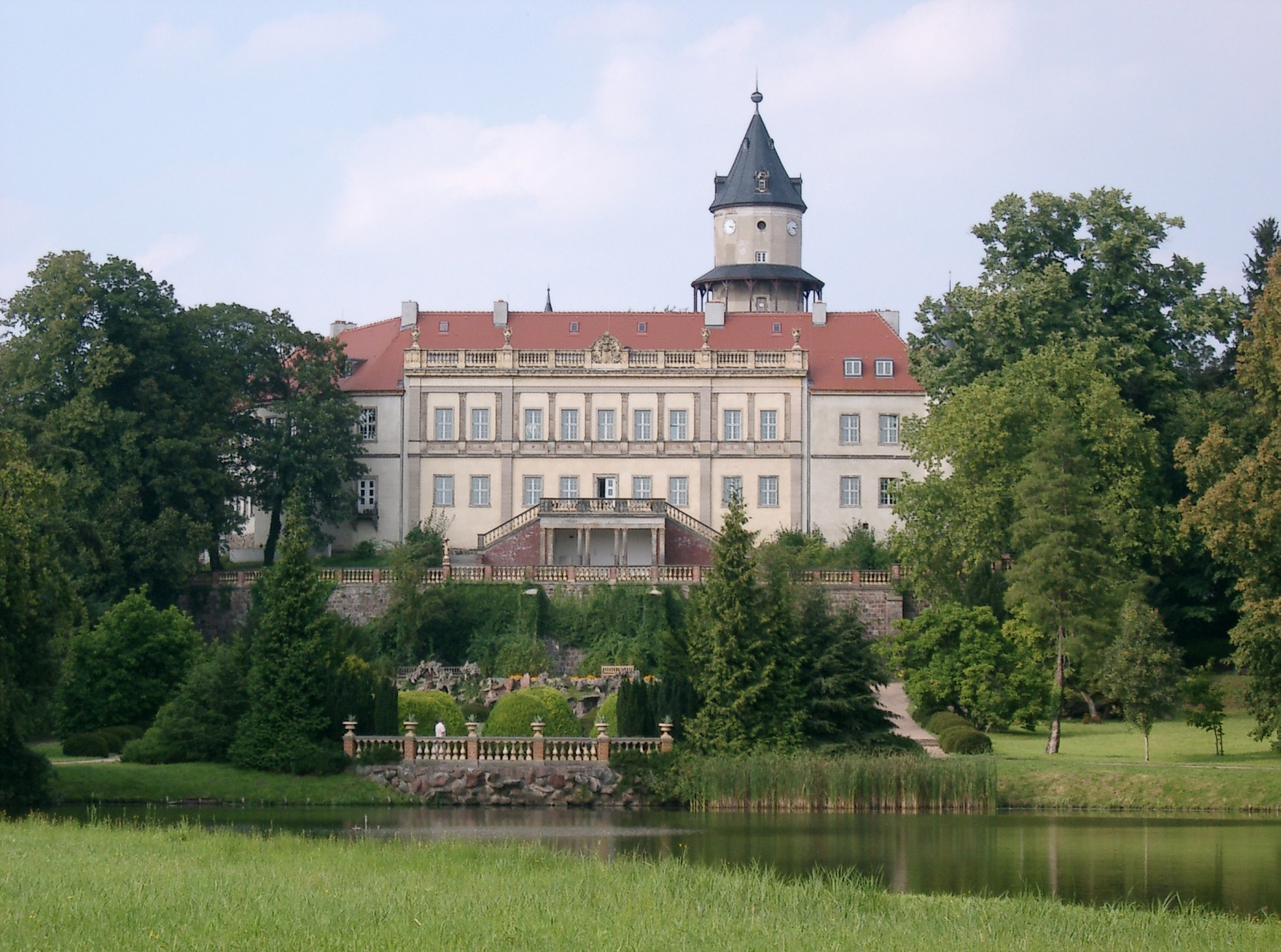
Schloss Wiesenburg, Mark
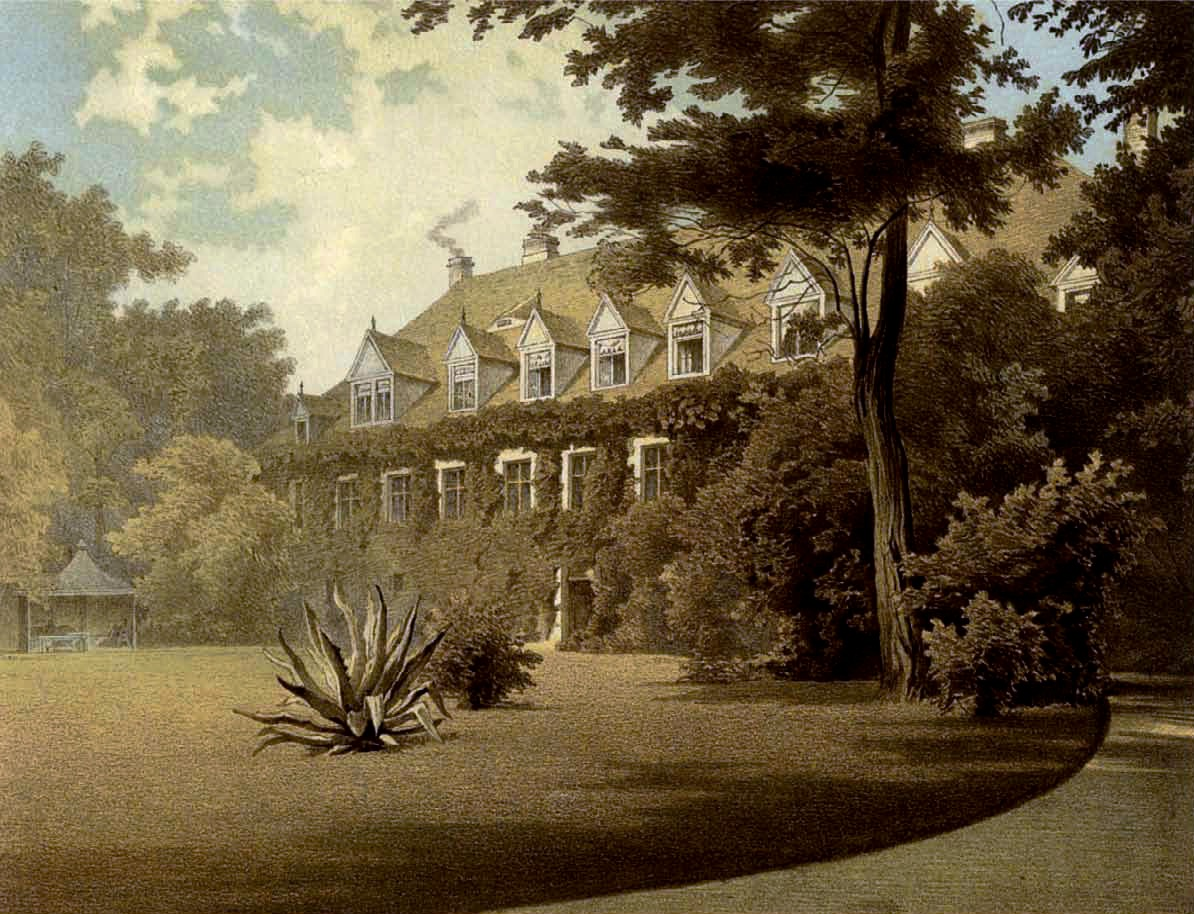
Schloss Jänkendorf, Oberlausitz
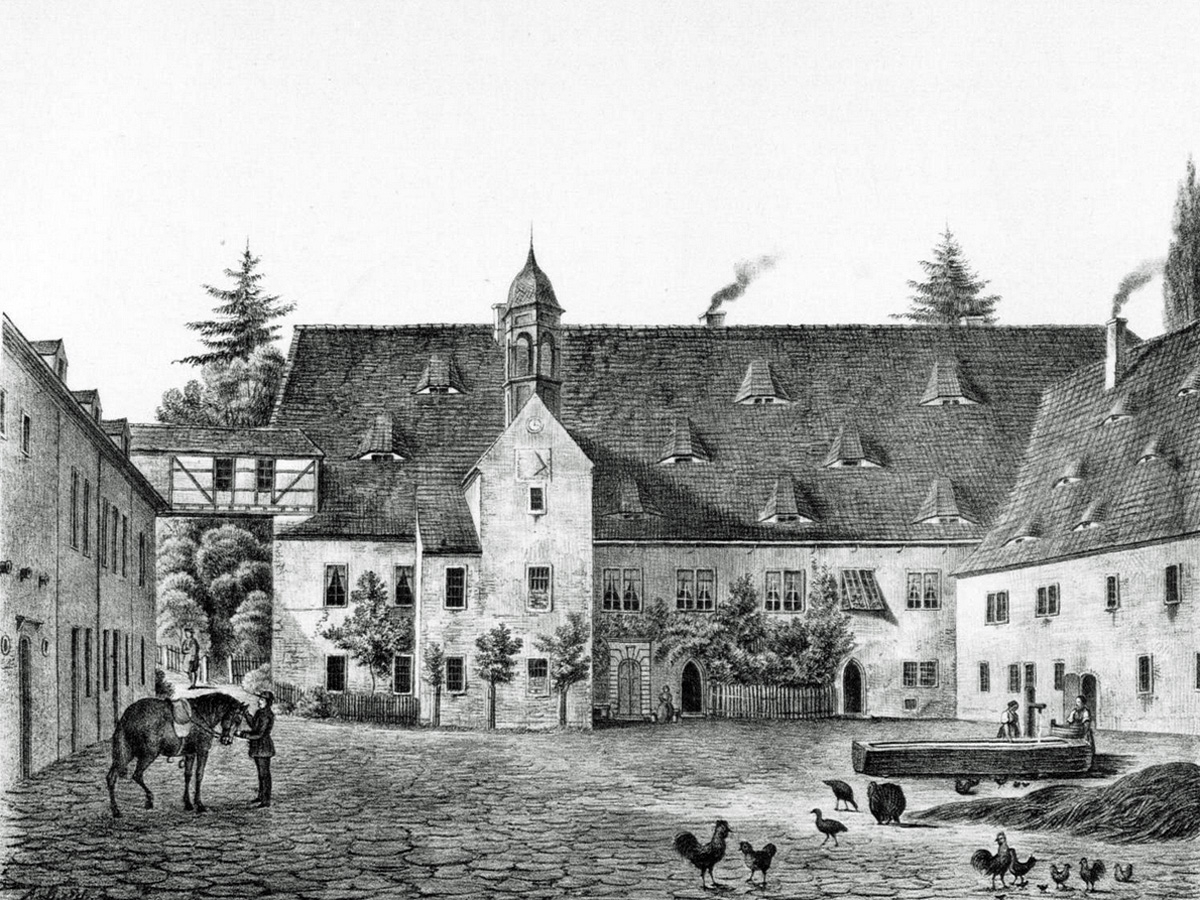
Schloss und Gut Klipphausen um 1850

## Bedeutende Familienmitglieder
- Graf Heinrich XXIV. Reuß zu Köstritz (* 1681; † 1748), Stifter von Reuß-Köstritz, Inhaber des Paragiums (1692–1748) und Stammvater aller lebenden Reußen
- Gräfin Konradine Reuß zu Köstritz, (Tochter des Vorigen), (* 1719 in Köstritz; † 1770 auf Schloss Burgk); ⚭ (1743) Graf Heinrich XI. Reuß zu Greiz (* 1722; † 1800)
- Graf Heinrich VI. Reuß zu Köstritz (* 1707; † 1783), Stifter des älteren Zweiges, Inhaber des Paragiums (1748–1783) und königlich dänischer Geheimer Rat, (Bruder der Vorigen)
  - Fürst Heinrich XLIII. Reuß zu Köstritz, Erhebung in den Reichsfürstenstand (9. April 1806 in Wien), (* 1752; † 1814), Inhaber des Paragiums (1783–1814), erbt 1783 von dem Grafen Desmercières, dessen Besitzungen in Holstein, dieselben und die von ihm angelegten Reußenköge wurden später wieder an die Krone Dänemark verkauft, erbt 1785 von dem Grafen von Promnitz die Herrschaft Drehna nebst Vetschau
    - Prinz Heinrich LXI. Reuß zu Köstritz (* 1784; gefallen 1813 in der Schlacht bei Kulm und Nollendorf), kaiserlich französischer Brigadegeneral
    - Fürst Heinrich LXIV. Reuß zu Köstritz[3][ADB 1] (* 1787; † 1856), Inhaber des Paragiums (1814–1856), erbt 1828 von Fürst Prosper von Sinzendorf nach einem langwierigen Erbschaftsstreit die Herrschaft Ernstbrunn und Hagenberg[Anm. 1], Feldmarschallleutnant und Divisionair in Kremsier (1836), kaiserlich österreichischer Geheimer Rat (1844), als General der Kavallerie (1848) pensioniert

  - Graf Heinrich XLVIII. Reuß zu Köstritz (* 1759; † 1825), königlich-bayerischer Oberst
    - Graf Heinrich LXIX.[3], Prinz Reuß zu Köstritz (12. November 1853), Fürst Reuß zu Köstritz (1856–1878), (* 1792; † 1878), erbt 1856 von seinem Cousin Fürst Heinrich LXIV. Reuß zu Köstritz das Paragiat Köstritz
      - → älterer Zweig zu Köstritz erloschen – Der Besitz und die Fürstenwürde fallen an den mittleren Zweig
- Graf Heinrich IX. Reuß zu Köstritz[3] (* 1711; † 1780), Stifter des mittleren Zweiges (1748–1780), königlich preußischer Oberhofmarschall, Staatsminister, Landschaftsdirektor der Kurmark, besitzt die Herrschaft Primkenau und die Güter Burkersdorf, Dittersbach, Trebschen, Radewitsch, Padligar und Ostritz
  - Graf Heinrich XXXVIII. Reuß zu Köstritz (* 1748; † 1835), Chef des mittleren Zweiges (1780–1835), königlich preußischer Rittmeister a. D., machte den Bayerischen Erbfolgekrieg von 1778/1779 mit, seit 1784 im Besitz von Stonsdorf bei Hirschberg, das ihm seine erste Gemahlin zubringt; ⚭ I: (17. Juli 1784 in Wolfshagen) Gräfin Henriette Friederike Ottilie von Schmettow auf Stonsdorf (* 23. Juli 1753 in Stonsdorf; † 19. August 1786 ebenda); ⚭ II: (13. Februar 1792 auf Schloss Baruth) Freiin Johanne Friederike von Fletscher, Erb- und Lehnsfrau von Groß-Burkersdorf, Rugiswalde, Schönbach, Jänkendorf, Caana, Burkersdorf und Klipphausen, (* 24. März 1756 in Dresden; † 28. Juni 1815 in Stonsdorf), Witwe des kursächsischen Geheimen-Rates Karl Adolf von Schönberg auf Jänkendorf und Cana
  - Graf Heinrich XLIV.[3][5], Prinz Reuß zu Köstritz (6. Oktober 1817) (* 1753; † 1832), besitzt Trebschen und Radewitsch (seit 1765), Padligar und Ostritz (seit 1775)
    - Gräfin Auguste, Prinzessin Reuß zu Köstritz (6. Oktober 1817), (* 1794; † 1855); ⚭ (18. Mai 1819) Herzog Heinrich von Anhalt-Köthen (* 1778; † 1847)
    - Fürst Heinrich LX. Reuß (* 1784; † 1833),[6] Ritterschaftsrat der Neumark,[7][8] auf Ober- und Nieder-Klemzig in der Provinz Brandenburg
    - Prinz Heinrich LXIII. Reuß zu Köstritz[5][9] (6. Oktober 1817), (* 1786; † 1841), Chef des mittleren Zweiges (1835–1841), zu Trebschen, Klipphausen, Burkersdorf und Stonsdorf, königlich preußischer Major a. D., Ritter des Eisernen Kreuzes 1. und 2. Klasse – erster Zweig
      - Prinzessin Auguste Reuß zu Köstritz (* 1822; † 1862); ⚭ (1849 in Ludwigslust) Großherzog Friedrich Franz II. von Mecklenburg-Schwerin[ADB 2], (* 1823; † 1883)
      - Prinz Heinrich VII. Reuß zu Köstritz[5][10][ADB 3], Herr zu Trebschen, königlich preußischer General der Kavallerie à la suite der Armee und Generaladjutant von Kaiser Wilhelm I., deutscher Diplomat, Mitglied des Preußischen Herrenhauses, Ritter des Ordens vom Schwarzen Adler, (* 1825; † 1906); ⚭ (1876 in Weimar) Prinzessin Marie von Sachsen-Weimar-Eisenach (* 1849; † 1922)
      - Prinzessin Anna Reuß zu Köstritz (* 1837; † 1907); ⚭ (1863) Graf Otto zu Stolberg-Wernigerode[ADB 4], Fürst seit 1890, Vizekanzler unter Otto von Bismarck, Ritter des Ordens vom Schwarzen Adler, (* 1837; † 1896)
      - Heinrich IV., Prinz Reuß zu Köstritz, Chef des mittleren Zweiges (seit 1841), Fürst Reuß zu Köstritz (1878–1894), erbt nach dem Tod von Fürst Heinrich LXIX. Reuß zu Köstritz (älterer Zweig) das Paragiat Köstritz und die Fürstenwürde, wird Besitzer der Fideikommisse Ernstbrunn und Hagenberg in Niederösterreich, königlich preußischer General der Kavallerie à la suite der Armee, (* 1821; † 1894); ⚭ (1854) Prinzessin Luise Reuß zu Greiz (* 1822; † 1875), Witwe von Prinz Eduard von Sachsen-Altenburg, (* 1804; † 1852)
        - Prinzessin Eleonore Reuß zu Köstritz (* 1860; † 1917); ⚭ (1908) König (Zar) Ferdinand I. von Bulgarien (* 1861; † 1948)
        - Fürst Heinrich XXIV. Reuß zu Köstritz, Dr. jur., Inhaber des Paragiums Köstritz als Sekundogenitur des Fürstlichen Hauses Reuß j.L. und Besitzer der Fideikommisse Ernstbrunn und Hagenberg (1894–1910), königlich preußischer Major à la suite der Armee, (* 1855; † 1910)
          - Prinz Heinrich XXXIX. Reuß zu Köstritz, verzichtet auf Führung des Fürstentitels, folgt seinem Vater als letzter Paragiatsherr zu Köstritz (1910–1945/46), Olt a. D., vorm. à la suite der preußischen Armee, Rechtsritter des Johanniterordens, 1945 im Zuge der Bodenreform enteignet; die österreichischen Besitzungen kommen erst unter sowjet., dann amerikan. Verwaltung, (* 1891; † 1946)
            - Heinrich IV. Reuss[Anm. 2][5][11] auch Prinz Reuss, Chef des Hauses mit der hausinternen Titulatur Fürst Reuss zu Köstritz (1946–2012), erhält 1955 nach dem Staatsvertrag die österreichischen Besitzungen Ernstbrunn und Hagenberg zurück, 1957 Ausbau von Schloss Ernstbrunn zum Wohnsitz, 1959 Verkauf von Hagenberg; Dipl.-Volkswirt, Ökonomierat, Rittmeister i. R., Kommendator des Johanniterordens (Österreich), (* 26. Oktober 1919 in Ernstbrunn; † 20. Juni 2012 ebenda); ⚭ (10. Juni 1954 auf Schloss Varlar) Marie Luise Prinzessin zu Salm-Horstmar (* 18. August 1918 in Varlar; † 12. März 2015 auf Schloss Ernstbrunn)
              - Heinrich XIV. Reuss,[Anm. 3][5][11] auch Prinz Reuss, Oberleutnant (Res), Ehrenritter des Johanniterordens, Forstmeister, Dipl.-Ing. Forst, seit 20. Juni 2012 Chef des Hauses mit der hausinternen Titulatur Fürst Reuss, (* 14. Juli 1955 in Wien); ⚭ (25. April 1995 in München) Johanna Freiin Raitz von Frentz (* 12. September 1971 in Trier-Ehrang)

      - Prinz Heinrich XII. Reuß zu Köstritz, Herr zu Stonsdorf, königlich preußischer Major à la suite der Armee, (Sohn von Prinz Heinrich LXIII.), (* 1829; † 1866); ⚭ (6. Juni 1858 in Pleß) Gräfin Anna von Hochberg, Freiin zu Fürstenstein (* 1839; † 1916)
        - Prinz Heinrich XXVIII. Reuß zu Köstritz, Herr zu Stonsdorf, königlich preußischer Oberstlt. a. D., vorm. à la suite der Armee, Rechtsritter des Johanniterordens, Mitglied des Preußischen Herrenhauses, verzichtet für sich auf den prinzlichen Titel und wird Graf von Dürrenberg (15. Juli 1908 in Ebersdorf, Reußische Verleihung), (* 1859; † 8. März 1924 in Berlin); ⚭ I: (1884), (Scheidung 1907), Gräfin Magdalene zu Solms-Laubach (* 1863; † 1925); ⚭ II: (morg.) (1908) Mary Grace Sawyer (* 1874; † 1958)
          - Prinz Heinrich XXXIV. Reuß, Herr zu Stonsdorf, Dr. jur., Oberstleutnant a. D., (* 1887; † 1956); ⚭ (1909) Prinzessin Sophie Renate Reuß zu Köstritz (* 1884; † 1968), Tochter von Prinz Heinrich VII. Reuß zu Köstritz (1825–1906) und Prinzessin Marie von Sachsen-Weimar-Eisenach (1849–1922)
            - Prinz Heinrich I. Reuß, seit 19. Januar 1935 Adoptivsohn des Erbprinzen Heinrich XLV. Reuß, Oberleutnant a. D., Rechtsritter des Johanniterordens, Landwirt, (* 8. Oktober 1910 in Krietern; † 10. März 1982 in Büdingen); ⚭ (15. September 1939 in Bad Doberan) Woizlawa-Feodora Herzogin zu Mecklenburg (* 17. Dezember 1918 in Rostock; † 3. Juni 2019 in Görwihl), Tochter von Herzog Adolf Friedrich von Mecklenburg-Schwerin (1873–1969) und Prinzessin Viktoria Feodora Reuß j. L. (1889–1918)

      - Heinrich XVII. Prinz Reuß zu Köstritz (* 1839; † 1870) preußischer Dragoneroffizier

    - Graf Heinrich LXXIV.[5][12], Prinz Reuß zu Köstritz (6. Oktober 1817) (Sohn von Heinrich XLIV. und Halbbruder von Prinz Heinrich LXIII.), besitzt Neuhoff und seit 1832/35 Jänkendorf, (* 1798; † 1886); ⚭ I: (1825) Gräfin Clementine von Reichenbach-Goschütz (* 1805; † 1849); ⚭ II: (13. September 1855 in Ilsenburg) Gräfin Eleonore zu Stolberg-Wernigerode[13] (* 1835; † 1903) – zweiter Zweig
      - Prinz Heinrich IX. Reuß zu Köstritz, Herr zu Jänkendorf und Neuhoff, preußischer Generalmajor à la suite der Armee, (* 1827; † 1898); ⚭ (12. Mai 1852 in Zülzendorf) Freiin Anna von Zedlitz und Leipe (* 1829; † 1907)
        - Prinz Heinrich XXX. Reuß zu Köstritz, besitzt Neuhoff, königlich preußischer Major und Bataillonskommandeur im Leib-Grenadier-Regiment „König Friedrich Wilhelm III.“ (1. Brandenburgisches) Nr. 8., Rechtsritter des Johanniterordens, (* 1864; † 1939); ⚭ (1898) Prinzessin Feodora von Sachsen-Meiningen (* 1879; † 1945 auf Schloss Neuhoff, durch Selbstmord)
        - Prinz Heinrich XXVI. Reuß zu Köstritz, Korvettenkapitän a. D., besitzt Jänkendorf, nimmt (1887) den Titel Graf von Plauen an, (* 1857; † 1913); ⚭ (1885 in Ullersdorf) Gräfin Viktoria von Fürstenstein (* 1863; † 1949)
          - Heinrich Harry, Graf von Plauen, auf Jänkendorf, Prinz Reuß durch Adoption seines Onkels Prinz Heinrich XXX. (1. Mai 1927), Oberstleutnant a. D., (* 1890; † 1951); ⚭ (21. April 1921 in Moschen) Huberta Freiin von Tiele-Winckler (* 1889; † 1974), Tochter von Graf Franz Hubert von Tiele-Winckler (1857–1922)
            - Heinrich Enzio Prinz Reuß, Graf von Plauen, Dipl. Forstwirt, (* 1922; † 2000); ⚭ I: (31. August 1949 in Malmö; Scheidung 8. Februar 1954) Freiin Louise Peyron (* 1918 in Malmö; † 1989); ⚭ II: (24. Oktober 1954 in Offenbach am Main) Feodora Gräfin von Pückler, Freiin von Groditz (* 1931; † 1999)
              - Heinrich Ruzzo[12] Prinz Reuß von Plauen, Dipl.-Architekt, (* 24. Mai 1950 in Luzern; † 29. Oktober 1999 in Stockholm); ⚭ I: (1974 in Sandefjord, Norwegen), (Scheidung 1986 in Oslo) Mette Rinde (* 1948); ⚭ II: (26. August 1992 in Hörsholm) Anni-Frid Lyngstad, Sängerin der schwedischen Popgruppe ABBA, (* 15. November 1945 in Bjørkåsen)
- Graf Heinrich XXIII.[3][14][15] Reuß zu Köstritz, Stifter des jüngeren Zweiges (1748–1787), (* 1722; † 1787)
  - Gräfin Henriette Reuß zu Köstritz (* 1755; † 1829); ⚭ (1779) Graf Otto Karl Friedrich von Schönburg-Waldenburg, (1790) 1. Fürst von Schönburg, (* 1758; † 1800)
  - Graf Heinrich XLVII. Reuß zu Köstritz – jüngerer Zweig (1787–1833), königlich preußischer Regierungspräsident zu Petrikau, dann zu Kalisch und zuletzt in Breslau, (* 1756; † 1833)
  - Graf Heinrich XLIX. Reuß zu Köstritz – jüngerer Zweig (1833–1840), Herr zu Ichtershausen, (* 1759; † 1840)
  - Graf Heinrich LII. Reuß zu Köstritz – jüngerer Zweig (1840–1851), königlich-bayerischer General der Infanterie (11. Februar 1824), (* 1763; † 1851)
  - Graf Heinrich LV. Reuß zu Köstritz, Prediger der Herrnhuter Brüdergemeine zu Haverfordwest in Wales, (* 1768; † 1846); ⚭ (1797 in Herrnhut) Freiin Marie Justine von Watteville (* 1762; † 1828)
    - Graf Heinrich LXXIII. Reuß zu Köstritz – jüngerer Zweig (1851–1855), (* 1798 in London; † 1855 ebenda)
    - Graf Heinrich II. Reuß zu Köstritz – jüngere Linie, ab 30. Juni 1851 Fürst, (* 1803; † 1852); ⚭ (1846) Gräfin Clothilde zu Castell-Castell (* 1821; † 1860)
      - Prinz Heinrich XVIII. Reuß jüngere Linie, Chef des jüngeren Zweiges (1855–1911), preußischer General der Kavallerie à la suite der Armee und des 1. Großherzoglich Mecklenburgischen Dragoner-Regiments Nr. 17, Ritter des Eisernen Kreuzes 2. Kl., (* 1847; † 1911); ⚭ (1886 in Schwerin) Herzogin Charlotte zu Mecklenburg (* 1868; † 1944)
        - Heinrich XXXVII. Prinz Reuß, Chef des jüngeren Zweiges (1911–1964), Generalleutnant a. D., (* 1888 in Ludwigslust; † 1964 in Garmisch-Partenkirchen)